# Nemotelus melanderi
Nemotelus melanderi är en tvåvingeart som beskrevs av Banks 1920. Nemotelus melanderi ingår i släktet Nemotelus och familjen vapenflugor. Inga underarter finns listade i Catalogue of Life.